# Малинин, Иван Павлович
Ива́н Па́влович Малинин — фигурист из России, серебряный призёр чемпионата Европы (1912 года), двукратный чемпион России (1913, 1914 годов) в мужском одиночном катании. Представлял московскую школу фигурного катания. Погиб в Первую мировую войну.

## Спортивные достижения
| Соревнования/Сезоны | 1911 | 1912 | 1913 | 1914 |
| ------------------- | ---- | ---- | ---- | ---- |
| Чемпионаты мира     |      |      | 4    | 6    |
| Чемпионаты Европы   | 4    | 2    |      |      |
| Чемпионаты России   |      |      | 1    | 1    |